# Тангу
Тангу (кит. спр. 塘沽, піньїнь: Tánggū) — колишній район  Тяньцзіня. У листопаді 2009 шляхом злиття районів Тангу, Ханьгу та Даган утворений Новий район Біньхай.

## Історія
Так як в цьому місці річка Хайхе впадає в Жовте море, то в її гирлі з давніх часів розташовувалися Фортеці Дагу, що прикривали прохід з моря в глиб країни.
У XIX столітті ці місця ставали ареною битв під час  Другої опіумної війни та при придушенні  Повстання іхетуаней.
У 1933 тут підписано Перемир'я Тангу, що завершило бойові дії між  Китайською Республікою і  Японською імперією.